# Charles Bost
Pour les articles homonymes, voir Bost.
Charles Bost, né le 11 mai 1871 au Pouzin en Ardèche, et mort le 3 mars 1943 à Marseille, est un pasteur et historien du protestantisme français.

## Biographie
Charles Bost naît en Ardèche, dans une famille protestante libérale, fils du pasteur Élisée Bost et de Clémentine Siefert. Son frère, Edmond Bost, est officier et musicien. Il est le petit-fils du pasteur d'origine suisse, Ami Bost. Il épouse en 1897 Marie Zindel, le couple  a dix enfants, notamment l'écrivain Pierre Bost et le journaliste Jacques-Laurent Bost.
Il fait ses études secondaires au lycée de Tournon, puis étudie la théologie à la faculté de théologie protestante de l'université de Genève. Il soutient une thèse de baccalauréat sur les Évangiles apocryphes de l'enfance de Jésus-Christ à la faculté de théologie protestante de Montauban en 1894. Il est pasteur suffragant, puis titulaire à Lasalle, Firminy et au Havre, jusqu'en 1936. Il prend sa retraite près de Paris et donne des cours à la faculté de théologie protestante.
Il mène une activité d'historien, et publie des articles dans le Bulletin de la Société de l'histoire du protestantisme français. Il s'intéresse notamment à l'histoire du protestantisme cévenol du XVIIe siècle, et publie en 1912 Les prédicants protestants des Cévennes et du Bas-Languedoc en deux volumes, distingué par le prix Thérouanne. Il publie deux articles sur le prophétisme cévenol dans le bulletin de la SHPF, puis édite les mémoires d'Abraham Mazel et d'Élie Marion sur la guerre des camisards. Il écrit également une Histoire des protestants en France en 35 leçons et des Récits d'histoire protestante régionale consacrés à la Normandie. Sa volonté de rompre avec « une certaine hagiographie huguenote » provoque une polémique avec Edmond Ponsoye.
Il est docteur honoris causa de l'université de Lausanne et membre du comité de la Société de l'histoire du protestantisme français et de la Huguenot Society.

## Publications
- Les Prédicants protestants des Cévennes et du Bas-Languedoc, Champion, 1912, rééd. 2001[5].
- Mémoires inédits d'Abraham Mazel et d'Élie Marion sur la guerre des Cévennes (1701-1708), 1931.
- Histoire des protestants en France en 35 leçons, pour les écoles, La Cause, 1925, 10e éd. 1996.
- Récits d'histoire protestante régionale. Première série. Normandie, Union fraternelle des Églises réformées de Normandie, 1926.